# Иблер, Драго
Драго Иблер (хорв. Drago Ibler, 14 августа 1894[…], Загреб, Транслейтания — 12 сентября 1964[…], Ново-Место) — хорватский архитектор и педагог. Его стиль можно охарактеризовать как чистую простоту и функциональную архитектуру. 
Иблер родился в Загребе; получил диплом архитектора в Высшей технической школе в Дрездене, Германия. Он познакомился с Ле Корбюзье и L’Esprit Nouveau в Париже. Затем с 1922 по 1924 год он учился в Государственной академии художеств в Берлине, в студии немецкого архитектора Ганса Пёльцига, которая оказала влияние на его творчество в 1920-е годы. 
Драго Иблер был ярым сторонником социальных идеалов современной архитектуры и эстетики и вместе с рядом левоориентированных прогрессивных художников организовал союз художников «Zemlja». Он также был членом Международного конгресса современной архитектуры. Благодаря его работе в Югославии появились ленточные окна и другие элементы архитектуры Ле Корбюзье.

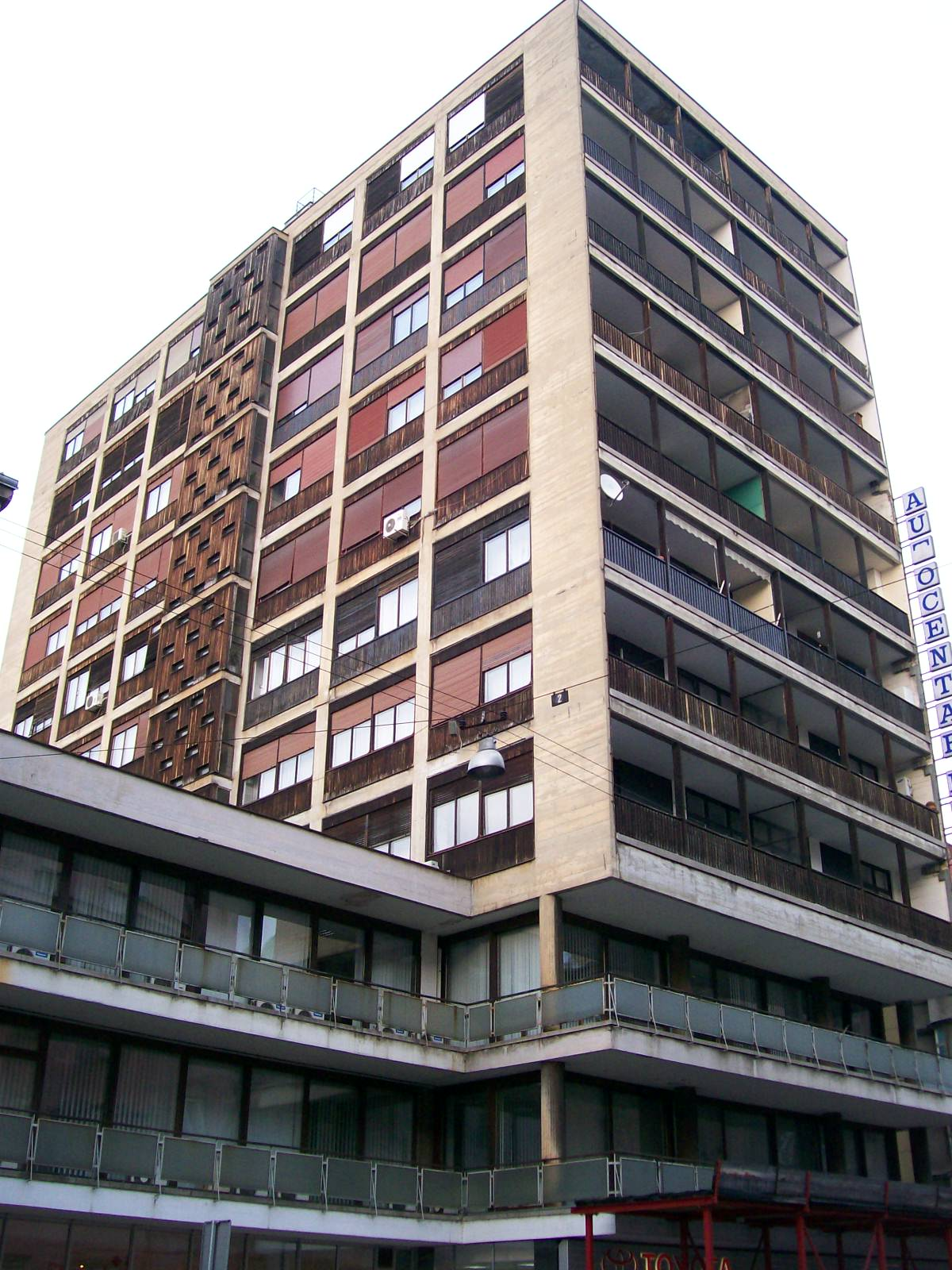
Десятиэтажное здание Иблера в Загребе, построенное в 1958 году, в просторечии именуется «Деревянным небоскрёбом» (Drveni neboder)

В 1926 году Драго Иблер стал профессором архитектуры в Загребской академии изящных искусств. За время своего пребывания там Иблер спроектировал виллы на острове Корчула и в Загребе, несколько промышленных зданий и окружное здание трудового страхования в Скопье (1932). В 1941 году он покинул Загребскую академию и перешёл в Женевский университет, Швейцария. В 1950 году он вернулся в Загреб и занял свою прежнюю должность в Загребской академии. Он спроектировал ещё много зданий в Загребе, включая несколько жилых кварталов и резиденцию И. Б. Тито. Он также разработал проекты оперного театра и посольства, хотя они так и не были построены.
Иблер погиб в возрасте 70 лет в автокатастрофе недалеко от города Ново-Место, Словения.